# Calvary
Calvary és una pel·lícula de comèdia negra irlandesa del 2014 escrita i dirigida per John Michael McDonagh. És protagonitzada per Brendan Gleeson, Chris O'Dowd, Kelly Reilly, Aidan Gillen, Dylan Moran, Domhnall Gleeson, M. Emmet Walsh i Isaach de Bankolé. La pel·lícula va començar la seva producció el setembre del 2012 i es va estrenar l'abril del 2014 a la República d'Irlanda i el Regne Unit, el juliol a Austràlia i l'agost de 2014 als Estats Units. Ha estat doblada al català
La pel·lícula es va projectar al Festival de Cinema de Sundande de 2014 i al 64è Festival Internacional de Cinema de Berlín.

## Argument
En un fosc confessionari catòlic, un home invisible li diu al pare James que un sacerdot va abusar sexualment d'ell quan era nen, i promet matar James a la platja el proper diumenge (James és un home bo la mort del qual farà més mal a l'església que la mort d'un sacerdot abusador). James té una setmana per organitzar els seus assumptes. El seu bisbe deixa a James la decisió de notificar a la policia.
La filla de James, Fiona, s'ha intentat suïcidar després de sentir-se abandonada després de la mort de la seva mare i l'entrada del seu pare al sacerdoci. La seva reconciliació és el tema principal de la pel·lícula.
El carnisser local Jack Brennan ha colpejat la seva dona infidel, Veronica, i James s'enfronta a ell. Jack ho nega, culpant a l'amant africà de Veronica, Simon. James compleix les seves tasques pastorals i obté un revòlver d'un escriptor nord-americà d'edat avançada que contempla suïcidar-se per frustrar la decadència senil.
La família del milionari Michael Fitzgerald l'ha abandonat i se sent desviat de la realitat. A l'hospital, després d'un accident de cotxe, James realitza els darrers sacraments al conductor francès i consola la vídua Teresa. Accepta estoicament el destí del seu marit, creient injusta la mort prematura només si la víctima no ha sentit mai un amor real. James visita Freddie Joyce a la presó, un assassí que es va menjar les seves víctimes i que ara, demanant perdó, no recorda on està enterrada una víctima en particular. James l'acusa d'insinceritat, dient que si Déu no pot entendre Freddie, ningú no ho pot fer. A través dels tractes de James amb Freddie, Michael, un altre potencial suïcida (Milo), Teresa i Fiona, la pel·lícula reflexiona sobre la culpabilitat, el pecat, la virtut, la depressió i el suïcidi.
Aquella nit, James és testimoni de la crema de la seva església. Més tard, li diu a Fiona que mai l'abandonarà, almenys espiritualment, i ella correspon. Troba el seu gos mort amb la gola tallada, l'enterra plorant, però oculta la mort a la seva filla l'endemà al matí quan marxa. Caminant per un carril rural, James xerra innocentment amb una jove quan el pare condueix, agafa la nena i qüestiona amb cruesa els motius de James. Al pub, el metge/patòleg explica a James una història horrorosa sobre un nen petit que es torna sord, mut, paralitzat i cec després d'una anestèsia fallida i contempla el terror inefable d'aquest aïllament sensorial. James, enfadat, s'emborratxa, discuteix amb el cínic publicà Brendan Lynch i buida el revòlver al mobiliari.
Brendan el colpeja amb un bat de beisbol i més tard, un colpejat James es recupera a casa. Reprèn violentament el convidat de casa seva, el pare Leary, qui, ofès, marxa l'endemà al matí. James decideix volar a Dublín, però torna de l'aeroport després de conèixer Teresa i veure el fèretre del seu marit al costat de l'avió. Dirigint-se a la platja el fatídic diumenge, James xerra amb l'envellit escriptor en el camí, i després per telèfon a Fiona, dient que el pecat es considera massa i la virtut no és suficient. Destaca la importància del perdó i es perdonen els uns als altres.
Després que James llenci el seu revòlver al mar, un Michael angoixat puja i James promet visitar-lo. Més tard, el noi de l'altar, pintant un paisatge marí a la part superior de la platja, és testimoni de James esperant a la platja mentre Jack Brennan camina per la costa cap a James, i treu un revòlver. Jack confessa l'incendi i haver colpejat a Veronica, però nega matar el gos. Jack, en sentir que James vessava llàgrimes sobre el seu gos, li pregunta si va plorar de manera similar per les notícies sobre nens maltractats per sacerdots. James diu que no, s'havia sentit allunyat d'aquestes històries, amb la qual cosa l'enfadat Jack dispara a James al costat. El noi corre cap a ells, però James li crida perquè fugi. Jack diu que és massa tard per aturar-se i li diu a James que digui les seves oracions. Quan James diu que ja ho ha fet, Jack dispara un tret mortal al cap del sacerdot.
En breus quadres, veiem els feligresos i la Teresa fent la seva vida quotidiana. L'escena final acaba quan Fiona visita Jack a la presó, cada un agafant provisionalment un auricular per parlar a través del panell de vidre.

## Repartiment
- Brendan Gleeson[6] - Pare James
- Chris O'Dowd[7] - Jack Brennan
- Kelly Reilly[7] - Fiona
- Aidan Gillen[7] - Dr. Frank Harte
- Dylan Moran[8] - Michael Fitzgerald
- Isaach de Bankolé[9] - Simon
- M. Emmet Walsh - L'escriptor, Gerald Ryan
- Marie-Josée Croze[10] - Teresa
- Domhnall Gleeson[9] - Freddie Joyce
- David Wilmot[9] - Pare Leary
- Pat Shortt[9] - Brendan Lynch
- Gary Lydon - Inspector Stanton
- Killian Scott[9] - Milo Herlihy
- Orla O'Rourke - Veronica Brennan
- Owen Sharpe - Leo
- David McSavage[9] - Bisbe Garret Montgomery

## Producció

### Desenvolupament
McDonagh va concebre la idea de Calvary i va escriure el guió mentre filmava The Guard amb Gleeson a finals del 2009. McDonagh va explicar les intencions que tenia per a la pel·lícula: "Probablement hi ha pel·lícules en desenvolupament sobre sacerdots que impliquen abusos. La meva funció és fer el contrari del que fan altres persones i volia fer una pel·lícula sobre un bon sacerdot". Ell explica que tonalment estaria "en la mateixa vena foscament còmica que The Guard, però amb una narrativa molt més seriosa i dramàtica." El càsting de Gleeson es va anunciar a l'octubre de 2011. El càsting de Chris O'Dowd, Kelly Reilly i Aidan Gillen es va anunciar el febrer del 2012, entre que la resta del càsting es va anunciar a l'agost del 2012.

### Fotografia principal
El rodatge va començar el 24 de setembre de 2012. a producció va passar tres setmanes rodant al comtat de Sligo i als seus voltants, principalment a la ciutat d'Easkey, on passa la pel·lícula, i també a la platja de Streedagh, al nord del comtat de Sligo, amb algunes rodatges al castell d'Ardgillan de Balbriggan a Dublín, seguides de dues setmanes de rodatge a Rush (Dublín).

## Recepció

### Taquilla
Calvary es va estrenar al Festival de Cinema de Sundance de 2014. Fox Searchlight va assegurar els drets de distribució dels Estats Units i de determinats territoris internacionals. Calvary va fer la seva estrena europea al 64è Festival Internacional de Cinema de Berlín i la seva estrena a Irlanda a la gala d'inauguració del Festival Internacional de Cinema de Jameson Dublín el 13 de febrer de 2014. La pel·lícula va guanyar 16,9 milions de dòlars a tot el món.

### Crítiques
Calvary va rebre revisions positives de la crítica i té una puntuació "fresca certificada" del 90% a Rotten Tomatoes basada en 158 crítiques amb una qualificació mitjana de 7,6/10. El consens crític afirma: "Dirigit per una brillant actuació de Brendan Gleeson, Calvary aborda problemes de pes amb humor, intel·ligència i sensibilitat." A Metacritic,A Metacritic, la pel·lícula té una puntuació de 77 sobre 100, basada en 42 crítics, indicant "ressenyes generalment favorables".
Justin Chang de la revista Variety va lloar Gleeson per la seva interpretació, va titllar la pel·lícula de "seguiment magistral de The Guard", i va predir gairebé certs aplaudiments crítics en una recepció arthouse per a la pel·lícula.
Tim Griersen de Screen International també va elogiar Gleeson per la seva interpretació i la pel·lícula, i la va anomenar "Un drama ric en personatges que és igualment eloqüent i desesperant, Calvary té una cansada resignació que se sent vívida i profundament considerada". Adverteix que la pel·lícula pot resultar difícil de vendre, ja que examina la fe religiosa i no encaixa en un gènere fàcilment comercialitzable.
Xan Brooks de The Guardian comenta la naturalesa autoreferencial de la pel·lícula i també titlla la pel·lícula de "fantàstica (almenys fins al desenllaç, quan més aviat s'aproxima a la grandesa)". Brooks dona a la pel·lícula 4/5.
Lloant Calvary pel tractament dels seus forts elements temàtics, Lauren Ely de First Things va escriure: "És possible que una pel·lícula capturi l'horror de l'escàndol d'abusos sexuals de l'Església catòlica alhora que presenti un cas del sacerdoci institucional? Contra tot pronòstic, això és exactament el que aconsegueix fer Calvary del director irlandès John Michael McDonagh."
En la seva revisió, el comentarista cultural i bisbe catòlic Robert Barron escriu que la pel·lícula "mostra, amb una vivacitat extraordinària, que és un autèntic pastor espiritual i com se sent un sacerdot amb un cor de pastor."

### Premis
| Premi                                      | Data de la cerimònia   | Categoria                               | Destinataris i nominats | Resultat  | Ref(s) |
| ------------------------------------------ | ---------------------- | --------------------------------------- | ----------------------- | --------- | ------ |
| Premis British Independent Film            | 7 de desembre de 2014  | Millor pel·lícula independent britànica | Calvary                 | Nominat   |        |
| Premis British Independent Film            | 7 de desembre de 2014  | Millor Director                         | John Michael McDonagh   | Nominat   |        |
| Premis British Independent Film            | 7 de desembre de 2014  | Millor Actor                            | Brendan Gleeson         | Guanyador |        |
| Premis British Independent Film            | 7 de desembre de 2014  | Millor guió                             | John Michael McDonagh   | Nominat   |        |
| Festival Internacional de Cinema de Berlín | 17 de febrer de 2014   | Premi del Jurat Ecumènic                | Calvary                 | Guanyador | [ 22 ] |
| Premis del Cinema Europeu                  | 13 de desembre de 2014 | Actor europeu                           | Brendan Gleeson         | Nominat   | [ 23 ] |
| Irish Film and Television Awards           | 5 d'abril de 2014      | Millor pel·lícula                       | Calvary                 | Guanyador | [ 24 ] |
| Irish Film and Television Awards           | 5 d'abril de 2014      | Millor actor principal - cinema         | Brendan Gleeson         | Guanyador | [ 24 ] |
| Irish Film and Television Awards           | 5 d'abril de 2014      | Millor guió - cinema                    | John Michael McDonagh   | Guanyador | [ 24 ] |
| Irish Film and Television Awards           | 5 d'abril de 2014      | Millor Director - cinema                | John Michael McDonagh   | Nominat   | [ 24 ] |
| Irish Film and Television Awards           | 5 d'abril de 2014      | Millor actriu secundària - Cinema       | Orla O'Rourke           | Nominat   | [ 24 ] |
| Irish Film and Television Awards           | 5 d'abril de 2014      | Millor banda sonora                     | Patrick Cassidy         | Nominat   | [ 24 ] |
| Premis Saturn                              | 25 de juny de 2015     | Millor pel·lícula internacional         | Calvary                 | Nominat   | [ 25 ] |